# 小張木
小張木（こばりのき）は、新潟県新潟市中央区の町字。現行行政地名は小張木一丁目から小張木三丁目。住居表示実施済み区域。郵便番号は950-0942。

## 概要
1889年（明治22年）から現在の大字。及び2002年（平成14年）から現在までの町名。信濃川下流右岸、鳥屋野潟の北岸に位置する。
もとは江戸時代から1889年（明治22年）まであった小針木新田の区域の一部。

### 隣接する町字
北から東回り順に、以下の町字と隣接する。
- 女池
- 女池南
- 鳥屋野

※鳥屋野潟を挟んで清五郎、鐘木と隣接。

## 歴史
1623年（元和9年）の開発とあるが、1645年（正保元年）の開発とする記録がある。1889年（明治22年）4月1日に女池村の大字となり、1923年（大正12年）までは小張ノ木新田と称した。
昭和30年代中頃から蓮潟が埋め立てられ、1966年（昭和41年）にバスが開通したことにより住宅地に変貌した。

### 年表
- 1889年（明治22年）4月1日 : 合併により女池村の大字となる。
- 1901年（明治34年）11月1日 : 合併により鳥屋野村の大字となる。
- 1943年（昭和18年）5月3日 : 合併により新潟市の大字となる。
- 2002年（平成14年）11月11日 : 住居表示を実施[5]。
- 2007年（平成19年）4月1日 : 新潟市の政令指定都市移行により、中央区の大字となる。

## 世帯数と人口
2018年（平成30年）1月31日現在の世帯数と人口は以下の通りである。
| 丁目         | 世帯数  | 人口    |
| ------------ | ------- | ------- |
| 小張木一丁目 | 286世帯 | 683人   |
| 小張木二丁目 | 294世帯 | 647人   |
| 小張木三丁目 | 326世帯 | 809人   |
| 計           | 906世帯 | 2,139人 |

## 小・中学校の学区
市立小・中学校に通う場合、学区は以下の通りとなる。
| 丁目         | 番地 | 小学校             | 中学校               |
| ------------ | ---- | ------------------ | -------------------- |
| 小張木一丁目 | 全域 | 新潟市立女池小学校 | 新潟市立鳥屋野中学校 |
| 小張木二丁目 | 全域 | 新潟市立女池小学校 | 新潟市立鳥屋野中学校 |
| 小張木三丁目 | 全域 | 新潟市立女池小学校 | 新潟市立鳥屋野中学校 |